# Меррилл, Рэнди
Рэнди Меррилл (англ. Randy Merrill) — американский музыкальный мастеринг-звукоинженер. Лауреат премии Грэмми. Работал с такими музыкантами как  Леди Гага, Кэти Перри, Maroon 5, Гарри Стайлз, One Direction, Адель, Imagine Dragons, Бек, Лиам Галлахер, Jonas Brothers, Muse, BTS, Cage the Elephant, Maren Morris, Ариана Гранде, Mumford & Sons, Пол Маккартни, Трой Сиван, Тейлор Свифт, Лорд и Джастин Бибер.

## Биография
См. также «Randy Merrill Life and career» в английском разделе.
Меррилл учился в Jamestown Community College, а затем окончил State University of New York at Fredonia по специальности «Технология звукозаписи» (Sound Recording Technology).

## Награды и номинации

### Grammy Awards
| Год  | Номинируемая работа | Категория                            | Результат |
| ---- | ------------------- | ------------------------------------ | --------- |
| 2017 | «Hello»             | Record of the Year                   | Победа    |
| 2017 | 25                  | Album of the Year                    | Победа    |
| 2017 | Purpose             | Album of the Year                    | Номинация |
| 2018 | Melodrama           | Album of the Year                    | Номинация |
| 2019 | Colors              | Best Engineered Album, Non-Classical | Победа    |
| 2019 | «Shallow»           | Record of the Year                   | Номинация |
| 2020 | «7 Rings»           | Record of the Year                   | Номинация |
| 2020 | Thank U, Next       | Album of the Year                    | Номинация |
| 2021 | folklore            | Album of the Year                    | Победа    |
| 2021 | Hyperspace          | Best Engineered Album, Non-Classical | Победа    |